# لقصابي تكوست
  لقصابي تكوست (بالإنجليزية: LAQSABI TAGOUST) هي جماعة قروية تابعة لإقليم كلميم ضمن جهة كلميم وادنون بالمغرب.  بلغ مجموع عدد سكان   لقصابي تكوست حسب إحصاءات 2004 حوالي 2538  نسمة  يعيشون في  523 أسرة.

## إحصاء عام
| السنة | عدد السكان | عدد الأسر | عدد الأجانب |
| ----- | ---------- | --------- | ----------- |
| 1994  | 2891       | 497       | °°°°        |
| 2004  | 2538       | 523       | 0           |

## أعلام
- مباركة بوعيدة